# Patrick Choroba
Patrick Choroba (* 11. Juni 1996 in Gütersloh) ist ein deutscher Fußballspieler.

## Werdegang
Der Abwehrspieler Patrick Choroba ist der Sohn von Wojciech Choroba, der 82-mal für den FC Gütersloh in der 2. Bundesliga spielte. Patrick selbst begann seine Karriere beim TuS Lipperreihe aus Oerlinghausen und wechselte später in die Jugendabteilung des SC Verl. Nach der Jugendzeit rückte er zunächst in den Kader der zweiten Herrenmannschaft auf, die in der Landesliga antrat, und spielte ab 2015 für die in der Regionalliga West spielende erste Mannschaft. Dort wurde Choroba schnell zum Stammspieler und erhielt im Frühjahr 2018 Angebote mehrerer deutscher Drittligisten sowie aus der ersten polnischen Liga.
Schließlich wechselte Choroba zur Saison 2018/19 zum Drittligisten SG Sonnenhof Großaspach. Dort gab er am 28. Juli 2018 bei der 2:3-Niederlage seiner Mannschaft beim FC Carl Zeiss Jena sein Profidebüt. Ende April 2019 wurde Choroba aus disziplinarischen Gründen bis Saisonende suspendiert. Im Sommer 2019 einigten sich Verein und Spieler auf eine Auflösung des noch ein Jahr gültigen Vertrages und der Spieler kehrte daraufhin nach Verl zurück. Mit den Verlern wurde Choroba in der Saison 2019/20 Vizemeister der Regionalliga West hinter dem SV Rödinghausen.
Da Rödinghausen keine Lizenz für die 3. Liga beantragte, ermittelten die Verler gegen den 1. FC Lokomotive Leipzig einen Aufsteiger in die 3. Liga. Beide Spiele endeten unentschieden und der SC Verl stieg dank der Auswärtstorregel auf. Zur Saison 2021/22 wechselte Choroba dann zum Regionalligisten SV Rödinghausen.
Zur Saison 24/25 wechselte Choroba in die Fußball-Bayernliga zum Regionalliga-Absteiger SV Schalding-Heining. Der Wechsel kam zustande, da seine Frau in Bad Griesbach im Rottal arbeitet.
Hier bildet er gemeinsam mit Fabian Schnabel, ebenfalls einem ehemaligen Drittliga-Profi, den erfahrenen Kern der Mannschaft.
Nach nur einer Saison in Schalding wechselte Choroba zum Regionalligisten SpVgg Hankofen-Hailing, wo er als spielender Co-Trainer tätig sein wird.

## Erfolge
- Aufstieg in die 3. Liga: 2020